# Volleyball Nations League femminile 2025
La Volleyball Nations League 2025, 7ª edizione dell'omonima competizione femminile di pallavolo, si è svolta dal 4 giugno al 27 luglio 2025: al torneo hanno partecipato diciotto squadre nazionali e la vittoria finale è andata per la terza volta, la seconda consecutiva, all'Italia.

## Regolamento

### Formula
Le formula ha previsto:
- Prima fase, disputata con girone all'italiana: le prime sette classificate e la nazionale del paese organizzatore (nel caso in cui sia arrivata tra le prime sette si qualifica l'ottava classificata) hanno acceduto alla fase finale, mentre l'ultima classificata è eliminata dall'edizione successiva.
- Fase finale, disputata con quarti di finale, semifinale, finale per il terzo posto e finale[2].

### Criteri di classifica
Se il risultato finale è stato di 3-0 o 3-1 sono stati assegnati 3 punti alla squadra vincente e 0 a quella sconfitta, se il risultato finale è stato di 3-2 sono stati assegnati 2 punti alla squadra vincente e 1 a quella sconfitta.
L'ordine del posizionamento in classifica è stato definito in base a:
- Numero di partite vinte;
- Punti;
- Ratio dei set vinti/persi;
- Ratio dei punti realizzati/subiti;
- Risultati degli scontri diretti.

## Squadre partecipanti
| Squadra         | Qualificazione                                    | Ultima partecipazione          |
| --------------- | ------------------------------------------------- | ------------------------------ |
| Belgio          | 1ª nel FIVB World Rankings tra le non qualificate | Volleyball Nations League 2022 |
| Brasile         | 4ª alla Volleyball Nations League 2024            | Volleyball Nations League 2024 |
| Bulgaria        | 16ª alla Volleyball Nations League 2024           | Volleyball Nations League 2024 |
| Canada          | 10ª alla Volleyball Nations League 2024           | Volleyball Nations League 2024 |
| Cina            | 5ª alla Volleyball Nations League 2024            | Volleyball Nations League 2024 |
| Corea del Sud   | 15ª alla Volleyball Nations League 2024           | Volleyball Nations League 2024 |
| Francia         | 14ª alla Volleyball Nations League 2024           | Volleyball Nations League 2024 |
| Germania        | 13ª alla Volleyball Nations League 2024           | Volleyball Nations League 2024 |
| Giappone        | 2ª alla Volleyball Nations League 2024            | Volleyball Nations League 2024 |
| Italia          | 1ª alla Volleyball Nations League 2024            | Volleyball Nations League 2024 |
| Paesi Bassi     | 9ª alla Volleyball Nations League 2024            | Volleyball Nations League 2024 |
| Polonia         | 3ª alla Volleyball Nations League 2024            | Volleyball Nations League 2024 |
| Rep. Ceca       | 1ª in Volleyball Challenger Cup 2024              | Debutto                        |
| Rep. Dominicana | 11ª alla Volleyball Nations League 2024           | Volleyball Nations League 2024 |
| Serbia          | 12ª alla Volleyball Nations League 2024           | Volleyball Nations League 2024 |
| Stati Uniti     | 7ª alla Volleyball Nations League 2024            | Volleyball Nations League 2024 |
| Thailandia      | 8ª alla Volleyball Nations League 2024            | Volleyball Nations League 2024 |
| Turchia         | 6ª alla Volleyball Nations League 2024            | Volleyball Nations League 2024 |

## Torneo

### Fase a gironi

#### Prima settimana
| Girone 1        | Girone 2      | Girone 3   |
| --------------- | ------------- | ---------- |
| Canada          | Brasile       | Belgio     |
| Bulgaria        | Corea del Sud | Cina       |
| Giappone        | Germania      | Francia    |
| Paesi Bassi     | Italia        | Polonia    |
| Rep. Dominicana | Rep. Ceca     | Thailandia |
| Serbia          | Stati Uniti   | Turchia    |

##### Girone 1
| 4 giugno 2025 TD Place Arena, Ottawa Durata: 1h:05 - Spettatori: 5 000 | Paesi Bassi     | 0 - 3 | Giappone        | 17-25, 15-25, 16-25               |
| 4 giugno 2025 TD Place Arena, Ottawa Durata: 2h:05 - Spettatori: 728   | Rep. Dominicana | 3 - 2 | Serbia          | 26-28, 19-25, 25-15, 25-20, 18-16 |
| 4 giugno 2025 TD Place Arena, Ottawa Durata: 1h:39 - Spettatori: 1 450 | Bulgaria        | 2 - 3 | Canada          | 18-25, 12-25, 25-23, 25-19, 4-15  |
| 5 giugno 2025 TD Place Arena, Ottawa Durata: 2h:00 - Spettatori: 860   | Bulgaria        | 3 - 1 | Rep. Dominicana | 25-21, 30-32, 25-19, 31-29        |
| 5 giugno 2025 TD Place Arena, Ottawa Durata: 2h:03 - Spettatori: 1 821 | Canada          | 1 - 3 | Paesi Bassi     | 18-25, 25-22, 15-25, 23-25        |
| 6 giugno 2025 TD Place Arena, Ottawa Durata: 2h:06 - Spettatori: 1 324 | Rep. Dominicana | 3 - 2 | Paesi Bassi     | 22-25, 25-19, 28-26, 22-25, 15-13 |
| 6 giugno 2025 TD Place Arena, Ottawa Durata: 1h:05 - Spettatori: 1 950 | Serbia          | 0 - 3 | Giappone        | 19-25, 21-25, 13-25               |
| 7 giugno 2025 TD Place Arena, Ottawa Durata: 1h:25 - Spettatori: 4 878 | Canada          | 0 - 3 | Giappone        | 24-26, 20-25, 19-25               |
| 7 giugno 2025 TD Place Arena, Ottawa Durata: 1h:45 - Spettatori: 3 270 | Bulgaria        | 3 - 2 | Serbia          | 12-25, 25-19, 25-16, 10-25, 17-15 |
| 8 giugno 2025 TD Place Arena, Ottawa Durata: 1h:11 - Spettatori: 1 915 | Rep. Dominicana | 0 - 3 | Giappone        | 19-25, 21-25, 9-25                |
| 8 giugno 2025 TD Place Arena, Ottawa Durata: 1h:11 - Spettatori: 2 424 | Bulgaria        | 0 - 3 | Paesi Bassi     | 21-25, 16-25, 23-25               |
| 8 giugno 2025 TD Place Arena, Ottawa Durata: 1h:54 - Spettatori: 3 309 | Canada          | 3 - 2 | Serbia          | 20-25, 18-25, 25-20, 25-18, 15-12 |

##### Girone 2
| 4 giugno 2025 Ginásio do Maracanãzinho, Rio de Janeiro Durata: 1h:17 - Spettatori: ?      | Stati Uniti   | 0 - 3 | Italia      | 13-25, 13-25, 28-30               |
| 4 giugno 2025 Ginásio do Maracanãzinho, Rio de Janeiro Durata: 1h:15 - Spettatori: 9 352  | Rep. Ceca     | 0 - 3 | Brasile     | 21-25, 20-25, 17-25               |
| 4 giugno 2025 Ginásio do Maracanãzinho, Rio de Janeiro Durata: 1h:15 - Spettatori: 538    | Corea del Sud | 0 - 3 | Germania    | 17-25, 15-25, 21-25               |
| 5 giugno 2025 Ginásio do Maracanãzinho, Rio de Janeiro Durata: 1h:43 - Spettatori: 3 663  | Germania      | 2 - 3 | Italia      | 25-22, 10-25, 25-20, 13-25, 9-15  |
| 5 giugno 2025 Ginásio do Maracanãzinho, Rio de Janeiro Durata: 1h:15 - Spettatori: 10 853 | Stati Uniti   | 0 - 3 | Brasile     | 18-25, 17-25, 19-25               |
| 6 giugno 2025 Ginásio do Maracanãzinho, Rio de Janeiro Durata: 1h:01 - Spettatori: 2 245  | Corea del Sud | 0 - 3 | Italia      | 13-25, 13-25, 17-25               |
| 6 giugno 2025 Ginásio do Maracanãzinho, Rio de Janeiro Durata: 2h:14 - Spettatori: 3 311  | Rep. Ceca     | 3 - 2 | Stati Uniti | 23-25, 20-25, 25-17, 25-20, 27-25 |
| 7 giugno 2025 Ginásio do Maracanãzinho, Rio de Janeiro Durata: 2h:02 - Spettatori: 9 600  | Germania      | 2 - 3 | Brasile     | 23-25, 25-21, 25-23, 20-25, 8-15  |
| 7 giugno 2025 Ginásio do Maracanãzinho, Rio de Janeiro Durata: 1h:50 - Spettatori: 1 067  | Corea del Sud | 2 - 3 | Rep. Ceca   | 25-17, 17-25, 25-21, 9-25, 9-15   |
| 8 giugno 2025 Ginásio do Maracanãzinho, Rio de Janeiro Durata: 1h:21 - Spettatori: 10 193 | Brasile       | 0 - 3 | Italia      | 22-25, 18-25, 27-29               |
| 8 giugno 2025 Ginásio do Maracanãzinho, Rio de Janeiro Durata: 1h:46 - Spettatori: 2 124  | Rep. Ceca     | 1 - 3 | Germania    | 22-25, 18-25, 25-22, 23-25        |
| 8 giugno 2025 Ginásio do Maracanãzinho, Rio de Janeiro Durata: 1h:11 - Spettatori: 500    | Corea del Sud | 0 - 3 | Stati Uniti | 13-25, 26-28, 17-25               |

##### Girone 3
| 4 giugno 2025 Stadio nazionale, Pechino Durata: 1h:26 - Spettatori: 691    | Francia    | 1 - 3 | Turchia    | 17-25, 25-23, 13-25, 14-25        |
| 4 giugno 2025 Stadio nazionale, Pechino Durata: 1h:21 - Spettatori: 838    | Thailandia | 0 - 3 | Polonia    | 22-25, 24-26, 22-25               |
| 4 giugno 2025 Stadio nazionale, Pechino Durata: 1h:23 - Spettatori: 3 254  | Cina       | 3 - 0 | Belgio     | 25-18, 27-25, 25-13               |
| 5 giugno 2025 Stadio nazionale, Pechino Durata: 1h:57 - Spettatori: 301    | Belgio     | 3 - 1 | Thailandia | 25-22, 25-23, 24-26, 25-22        |
| 5 giugno 2025 Stadio nazionale, Pechino Durata: 1h:47 - Spettatori: 4 038  | Cina       | 1 - 3 | Polonia    | 22-25, 25-20, 19-25, 21-25        |
| 6 giugno 2025 Stadio nazionale, Pechino Durata: 1h:37 - Spettatori: 377    | Francia    | 3 - 1 | Belgio     | 25-22, 13-25, 25-13, 25-19        |
| 6 giugno 2025 Stadio nazionale, Pechino Durata: 1h:12 - Spettatori: 545    | Turchia    | 3 - 0 | Thailandia | 25-23, 25-14, 25-22               |
| 7 giugno 2025 Stadio nazionale, Pechino Durata: 1h:51 - Spettatori: 3 643  | Turchia    | 3 - 2 | Polonia    | 25-21, 18-25, 25-23, 22-25, 15-7  |
| 7 giugno 2025 Stadio nazionale, Pechino Durata: 1h:14 - Spettatori: 7 689  | Cina       | 3 - 0 | Francia    | 25-17, 25-18, 25-11               |
| 8 giugno 2025 Stadio nazionale, Pechino Durata: 1h:12 - Spettatori: 1 787  | Belgio     | 0 - 3 | Polonia    | 11-25, 15-25, 25-27               |
| 8 giugno 2025 Stadio nazionale, Pechino Durata: 1h:34 - Spettatori: 1 800  | Francia    | 1 - 3 | Thailandia | 14-25, 25-19, 23-25, 13-25        |
| 8 giugno 2025 Stadio nazionale, Pechino Durata: 2h:10 - Spettatori: 10 400 | Cina       | 2 - 3 | Turchia    | 25-19, 20-25, 31-29, 26-28, 12-15 |

#### Seconda settimana
| Girone 4        | Girone 5   | Girone 6    |
| --------------- | ---------- | ----------- |
| Belgio          | Bulgaria   | Francia     |
| Brasile         | Cina       | Germania    |
| Corea del Sud   | Giappone   | Paesi Bassi |
| Canada          | Italia     | Polonia     |
| Rep. Dominicana | Rep. Ceca  | Serbia      |
| Turchia         | Thailandia | Stati Uniti |

##### Girone 4
| 18 giugno 2025 Sinan Erdem Spor Salonu, Istanbul Durata: 1h:53 - Spettatori: 1 047  | Corea del Sud   | 3 - 2 | Canada          | 27-25, 25-18, 15-25, 20-25, 15-13 |
| 18 giugno 2025 Sinan Erdem Spor Salonu, Istanbul Durata: 1h:40 - Spettatori: 3 925  | Belgio          | 1 - 3 | Brasile         | 22-25, 26-24, 16-25, 15-25        |
| 18 giugno 2025 Sinan Erdem Spor Salonu, Istanbul Durata: 1h:29 - Spettatori: 14 487 | Rep. Dominicana | 0 - 3 | Turchia         | 25-27, 19-25, 26-28               |
| 19 giugno 2025 Sinan Erdem Spor Salonu, Istanbul Durata: 1h:15 - Spettatori: 2 146  | Belgio          | 0 - 3 | Rep. Dominicana | 14-25, 18-25, 25-27               |
| 19 giugno 2025 Sinan Erdem Spor Salonu, Istanbul Durata: 1h:14 - Spettatori: 14 863 | Canada          | 0 - 3 | Turchia         | 16-25, 18-25, 24-26               |
| 20 giugno 2025 Sinan Erdem Spor Salonu, Istanbul Durata: 1h:07 - Spettatori: 4 388  | Corea del Sud   | 0 - 3 | Belgio          | 19-25, 22-25, 11-25               |
| 20 giugno 2025 Sinan Erdem Spor Salonu, Istanbul Durata: 1h:57 - Spettatori: 7 548  | Canada          | 2 - 3 | Brasile         | 23-25, 25-16, 15-25, 25-20, 17-19 |
| 21 giugno 2025 Sinan Erdem Spor Salonu, Istanbul Durata: 1h:08 - Spettatori: 3 005  | Rep. Dominicana | 0 - 3 | Brasile         | 23-25, 18-25, 20-25               |
| 21 giugno 2025 Sinan Erdem Spor Salonu, Istanbul Durata: 1h:00 - Spettatori: 15 824 | Corea del Sud   | 0 - 3 | Turchia         | 11-25, 13-25, 17-25               |
| 22 giugno 2025 Sinan Erdem Spor Salonu, Istanbul Durata: 2h:03 - Spettatori: 1 112  | Belgio          | 3 - 2 | Canada          | 22-25, 25-13, 21-25, 25-22, 18-16 |
| 22 giugno 2025 Sinan Erdem Spor Salonu, Istanbul Durata: 1h:51 - Spettatori: 3 323  | Corea del Sud   | 2 - 3 | Rep. Dominicana | 25-19, 17-25, 25-19, 20-25, 14-16 |
| 22 giugno 2025 Sinan Erdem Spor Salonu, Istanbul Durata: 1h:44 - Spettatori: 17 034 | Turchia         | 1 - 3 | Brasile         | 18-25, 25-23, 23-25, 15-25        |

##### Girone 5
| 18 giugno 2025 Kai Tak Sports Park, Hong Kong Durata: 1h:24 - Spettatori: 3 440  | Bulgaria   | 1 - 3 | Italia     | 17-25, 25-23, 15-25, 15-25        |
| 18 giugno 2025 Kai Tak Sports Park, Hong Kong Durata: 1h:53 - Spettatori: 4 956  | Thailandia | 2 - 3 | Giappone   | 25-18, 25-23, 20-25, 15-25, 11-15 |
| 18 giugno 2025 Kai Tak Sports Park, Hong Kong Durata: 1h:52 - Spettatori: 6 268  | Rep. Ceca  | 1 - 3 | Cina       | 27-29, 25-23, 15-25, 22-25        |
| 19 giugno 2025 Kai Tak Sports Park, Hong Kong Durata: 1h:06 - Spettatori: 4 566  | Thailandia | 0 - 3 | Italia     | 19-25, 20-25, 18-25               |
| 19 giugno 2025 Kai Tak Sports Park, Hong Kong Durata: 2h:01 - Spettatori: 6 189  | Bulgaria   | 2 - 3 | Cina       | 21-25, 25-22, 15-25, 26-24, 14-16 |
| 20 giugno 2025 Kai Tak Sports Park, Hong Kong Durata: 1h:07 - Spettatori: 4 388  | Bulgaria   | 0 - 3 | Rep. Ceca  | 19-25, 22-25, 11-25               |
| 20 giugno 2025 Kai Tak Sports Park, Hong Kong Durata: 1h:57 - Spettatori: 7 548  | Giappone   | 2 - 3 | Italia     | 23-25, 25-16, 15-25, 25-20, 17-19 |
| 21 giugno 2025 Kai Tak Sports Park, Hong Kong Durata: 1h:30 - Spettatori: 5 742  | Rep. Ceca  | 3 - 0 | Thailandia | 25-18, 25-16, 32-30               |
| 21 giugno 2025 Kai Tak Sports Park, Hong Kong Durata: 1h:32 - Spettatori: 9 980  | Giappone   | 1 - 3 | Cina       | 12-25, 25-18, 22-25               |
| 22 giugno 2025 Kai Tak Sports Park, Hong Kong Durata: 1h:58 - Spettatori: 4 807  | Bulgaria   | 3 - 2 | Thailandia | 26-24, 25-13, 21-25, 22-25, 15-9  |
| 22 giugno 2025 Kai Tak Sports Park, Hong Kong Durata: 1h:11 - Spettatori: 7 664  | Rep. Ceca  | 0 - 3 | Giappone   | 22-25, 17-25, 20-25               |
| 22 giugno 2025 Kai Tak Sports Park, Hong Kong Durata: 1h:20 - Spettatori: 10 005 | Cina       | 0 - 3 | Italia     | 21-25, 30-32, 11-25               |

##### Girone 6
| 18 giugno 2025 Štark Arena, Belgrado Durata: 2h:17 - Spettatori: 300   | Francia     | 2 - 3 | Germania    | 23-25, 25-17, 27-25, 28-30, 11-15 |
| 18 giugno 2025 Štark Arena, Belgrado Durata: 1h:56 - Spettatori: 1 250 | Paesi Bassi | 2 - 3 | Polonia     | 25-17, 23-25, 25-17, 12-25, 11-15 |
| 18 giugno 2025 Štark Arena, Belgrado Durata: 1h:57 - Spettatori: 5 800 | Serbia      | 2 - 3 | Stati Uniti | 22-25, 20-25, 25-22, 25-22, 11-15 |
| 19 giugno 2025 Štark Arena, Belgrado Durata: 1h:31 - Spettatori: 550   | Stati Uniti | 1 - 3 | Polonia     | 25-20, 20-25, 17-25, 18-25        |
| 19 giugno 2025 Štark Arena, Belgrado Durata: 1h:41 - Spettatori: 4 400 | Germania    | 3 - 1 | Serbia      | 25-20, 23-25, 25-17, 25-23        |
| 20 giugno 2025 Štark Arena, Belgrado Durata: 1h:16 - Spettatori: 300   | Francia     | 3 - 0 | Paesi Bassi | 25-21, 25-19, 25-20               |
| 20 giugno 2025 Štark Arena, Belgrado Durata: 1h:08 - Spettatori: 500   | Germania    | 0 - 3 | Polonia     | 16-25, 16-25, 20-25               |
| 21 giugno 2025 Štark Arena, Belgrado Durata: 1h:19 - Spettatori: 980   | Paesi Bassi | 0 - 3 | Stati Uniti | 18-25, 22-25, 19-25               |
| 21 giugno 2025 Štark Arena, Belgrado Durata: 1h:52 - Spettatori: 5 000 | Francia     | 3 - 2 | Serbia      | 21-25, 25-16, 16-25, 25-15, 15-13 |
| 22 giugno 2025 Štark Arena, Belgrado Durata: 2h:01 - Spettatori: 300   | Germania    | 2 - 3 | Paesi Bassi | 23-25, 25-19, 21-25, 25-23, 10-15 |
| 22 giugno 2025 Štark Arena, Belgrado Durata: 2h:12 - Spettatori: 1 050 | Francia     | 2 - 3 | Stati Uniti | 22-25, 24-26, 25-20, 25-21, 13-15 |
| 22 giugno 2025 Štark Arena, Belgrado Durata: 1h:51 - Spettatori: 5 100 | Serbia      | 1 - 3 | Polonia     | 25-22, 22-25, 22-25, 23-25        |

#### Terza settimana
| Girone 7    | Girone 8        | Girone 9      |
| ----------- | --------------- | ------------- |
| Belgio      | Canada          | Brasile       |
| Italia      | Cina            | Bulgaria      |
| Paesi Bassi | Germania        | Corea del Sud |
| Rep. Ceca   | Rep. Dominicana | Francia       |
| Serbia      | Stati Uniti     | Giappone      |
| Turchia     | Thailandia      | Polonia       |

##### Girone 7
| 9 luglio 2025 Omnisport Apeldoorn, Apeldoorn Durata: 1h:45 - Spettatori: 269    | Rep. Ceca   | 1 - 3 | Serbia      | 25-22, 22-25, 26-28, 18-25        |
| 9 luglio 2025 Omnisport Apeldoorn, Apeldoorn Durata: 1h:04 - Spettatori: 422    | Italia      | 3 - 0 | Belgio      | 25-19, 25-15, 25-18               |
| 9 luglio 2025 Omnisport Apeldoorn, Apeldoorn Durata: 1h:09 - Spettatori: 5 675  | Paesi Bassi | 0 - 3 | Turchia     | 19-25, 16-25, 21-25               |
| 10 luglio 2025 Omnisport Apeldoorn, Apeldoorn Durata: 1h:17 - Spettatori: 3 776 | Italia      | 3 - 0 | Serbia      | 25-17, 26-24, 25-20               |
| 10 luglio 2025 Omnisport Apeldoorn, Apeldoorn Durata: 1h:46 - Spettatori: 5 476 | Belgio      | 1 - 3 | Paesi Bassi | 24-26, 22-25, 25-22, 22-25        |
| 11 luglio 2025 Omnisport Apeldoorn, Apeldoorn Durata: 1h:10 - Spettatori: 1 456 | Belgio      | 0 - 3 | Serbia      | 24-26, 19-25, 16-25               |
| 11 luglio 2025 Omnisport Apeldoorn, Apeldoorn Durata: 1h:39 - Spettatori: 3 145 | Rep. Ceca   | 3 - 1 | Turchia     | 25-22, 25-21, 4-25, 25-20         |
| 12 luglio 2025 Omnisport Apeldoorn, Apeldoorn Durata: 2h:04 - Spettatori: 5 279 | Rep. Ceca   | 2 - 3 | Paesi Bassi | 25-23, 23-25, 25-14, 19-25, 10-15 |
| 12 luglio 2025 Omnisport Apeldoorn, Apeldoorn Durata: 1h:59 - Spettatori: 5 464 | Turchia     | 2 - 3 | Italia      | 19-25, 25-21, 25-21, 20-25, 11-15 |
| 13 luglio 2025 Omnisport Apeldoorn, Apeldoorn Durata: 1h:50 - Spettatori: 3 654 | Rep. Ceca   | 1 - 3 | Belgio      | 25-19, 23-25, 17-25, 21-25        |
| 13 luglio 2025 Omnisport Apeldoorn, Apeldoorn Durata: 1h:22 - Spettatori: 5 532 | Paesi Bassi | 0 - 3 | Italia      | 23-25, 26-28, 18-25               |
| 13 luglio 2025 Omnisport Apeldoorn, Apeldoorn Durata: 1h:12 - Spettatori: 5 634 | Serbia      | 3 - 0 | Turchia     | 25-18, 25-20, 25-18               |

##### Girone 8
| 9 luglio 2025 College Park Center, Arlington Durata: 2h:10 - Spettatori: 323    | Germania        | 3 - 2 | Canada          | 24-26, 25-20, 23-25, 25-23, 15-13 |
| 9 luglio 2025 College Park Center, Arlington Durata: 2h:02 - Spettatori: 593    | Rep. Dominicana | 2 - 3 | Cina            | 22-25, 25-17, 25-22, 22-25, 13-15 |
| 9 luglio 2025 College Park Center, Arlington Durata: 1h:43 - Spettatori: 1 753  | Thailandia      | 1 - 3 | Stati Uniti     | 26-28, 25-21, 25-27, 15-25        |
| 10 luglio 2025 College Park Center, Arlington Durata: 1h:06 - Spettatori: 392   | Thailandia      | 0 - 3 | Germania        | 24-26, 19-25, 11-25               |
| 10 luglio 2025 College Park Center, Arlington Durata: 1h:35 - Spettatori: 1 794 | Rep. Dominicana | 1 - 3 | Stati Uniti     | 25-23, 19-25, 16-25, 20-25        |
| 11 luglio 2025 College Park Center, Arlington Durata: 1h:09 - Spettatori: 385   | Thailandia      | 0 - 3 | Rep. Dominicana | 21-25, 18-25, 23-25               |
| 11 luglio 2025 College Park Center, Arlington Durata: 1h:44 - Spettatori: 954   | Canada          | 1 - 3 | Cina            | 22-25, 15-25, 25-22, 23-25        |
| 12 luglio 2025 College Park Center, Arlington Durata: 2h:09 - Spettatori: 2 173 | Germania        | 2 - 3 | Cina            | 25-22, 26-24, 21-25, 17-25, 16-18 |
| 12 luglio 2025 College Park Center, Arlington Durata: 2h:00 - Spettatori: 3 041 | Canada          | 2 - 3 | Stati Uniti     | 24-26, 25-23, 25-20, 21-25, 17-19 |
| 13 luglio 2025 College Park Center, Arlington Durata: 1h:39 - Spettatori: 590   | Germania        | 3 - 1 | Rep. Dominicana | 25-20, 25-13, 21-25, 25-21        |
| 13 luglio 2025 College Park Center, Arlington Durata: 2h:09 - Spettatori: 995   | Thailandia      | 2 - 3 | Canada          | 25-17, 23-25, 28-30, 25-23, 13-15 |
| 13 luglio 2025 College Park Center, Arlington Durata: 2h:00 - Spettatori: 4 340 | Cina            | 3 - 2 | Stati Uniti     | 18-25, 19-25, 25-21, 25-16, 18-16 |

##### Girone 9
| 9 luglio 2025 Chiba Port Arena, Chiba Durata: 1h:39 - Spettatori: 3 007  | Bulgaria      | 1 - 3 | Brasile  | 21-25, 29-27, 10-25, 19-25        |
| 9 luglio 2025 Chiba Port Arena, Chiba Durata: 1h:45 - Spettatori: 1 764  | Corea del Sud | 1 - 3 | Polonia  | 25-18, 19-25, 14-25, 26-28        |
| 9 luglio 2025 Chiba Port Arena, Chiba Durata: 1h:16 - Spettatori: 7 217  | Francia       | 0 - 3 | Giappone | 23-25, 16-25, 19-25               |
| 10 luglio 2025 Chiba Port Arena, Chiba Durata: 2h:19 - Spettatori: 1 330 | Francia       | 2 - 3 | Brasile  | 25-23, 21-25, 25-17, 21-25, 11-15 |
| 10 luglio 2025 Chiba Port Arena, Chiba Durata: 1h:18 - Spettatori: 7 321 | Corea del Sud | 0 - 3 | Giappone | 21-25, 25-27, 22-25               |
| 11 luglio 2025 Chiba Port Arena, Chiba Durata: 1h:51 - Spettatori: 1 225 | Bulgaria      | 1 - 3 | Francia  | 22-25, 25-21, 17-25, 22-25        |
| 11 luglio 2025 Chiba Port Arena, Chiba Durata: 1h:55 - Spettatori: 1 965 | Polonia       | 1 - 3 | Brasile  | 22-25, 21-25, 25-21, 22-25        |
| 12 luglio 2025 Chiba Port Arena, Chiba Durata: 2h:07 - Spettatori: 1 316 | Corea del Sud | 2 - 3 | Bulgaria | 22-25, 20-25, 25-21, 25-23, 13-15 |
| 12 luglio 2025 Chiba Port Arena, Chiba Durata: 1h:58 - Spettatori: 7 332 | Giappone      | 3 - 1 | Polonia  | 25-21, 23-25, 25-23, 25-22        |
| 13 luglio 2025 Chiba Port Arena, Chiba Durata: 1h:48 - Spettatori: 2 200 | Corea del Sud | 0 - 3 | Francia  | 17-25, 19-25, 21-25               |
| 13 luglio 2025 Chiba Port Arena, Chiba Durata: 1h:09 - Spettatori: 2 721 | Bulgaria      | 0 - 3 | Polonia  | 13-25, 19-25, 17-25               |
| 13 luglio 2025 Chiba Port Arena, Chiba Durata: 1h:08 - Spettatori: 7 334 | Giappone      | 0 - 3 | Brasile  | 17-25, 18-25, 20-25               |

#### Classifica
| Pos. | Squadra         | Pt | G  | V  | P  | SV | SP | Ratio | PF    | PS    | Ratio |
| ---- | --------------- | -- | -- | -- | -- | -- | -- | ----- | ----- | ----- | ----- |
| 1.   | Italia          | 33 | 12 | 12 | 0  | 36 | 7  | 5,142 | 1 037 | 822   | 1,261 |
| 2.   | Brasile         | 31 | 12 | 11 | 1  | 33 | 11 | 3,000 | 1 051 | 906   | 1,160 |
| 3.   | Giappone        | 27 | 12 | 9  | 3  | 30 | 12 | 2,500 | 966   | 858   | 1,125 |
| 4.   | Polonia         | 27 | 12 | 9  | 3  | 31 | 15 | 2,066 | 1 067 | 957   | 1,114 |
| 5.   | Cina            | 24 | 12 | 9  | 3  | 30 | 20 | 1,500 | 1 142 | 1 059 | 1,078 |
| 6.   | Turchia         | 23 | 12 | 8  | 4  | 28 | 17 | 1,647 | 1 025 | 927   | 1,105 |
| 7.   | Germania        | 23 | 12 | 7  | 5  | 29 | 22 | 1,318 | 1 110 | 1 092 | 1,016 |
| 8.   | Stati Uniti     | 20 | 12 | 7  | 5  | 26 | 23 | 1,130 | 1 084 | 1 085 | 0,999 |
| 9.   | Francia         | 17 | 12 | 5  | 7  | 23 | 25 | 0,920 | 1 010 | 1 042 | 0,969 |
| 10.  | Paesi Bassi     | 15 | 12 | 5  | 7  | 19 | 27 | 0,703 | 972   | 1 029 | 0,944 |
| 11.  | Rep. Ceca       | 14 | 12 | 5  | 7  | 21 | 26 | 0,807 | 1 032 | 1 046 | 0,986 |
| 12.  | Rep. Dominicana | 13 | 12 | 5  | 7  | 20 | 27 | 0,740 | 1 028 | 1 071 | 0,959 |
| 13.  | Bulgaria        | 11 | 12 | 4  | 8  | 19 | 31 | 0,612 | 1 001 | 1 142 | 0,876 |
| 14.  | Belgio          | 11 | 12 | 4  | 8  | 15 | 29 | 0,517 | 931   | 1 029 | 0,904 |
| 15.  | Serbia          | 14 | 12 | 3  | 9  | 21 | 28 | 0,750 | 1 043 | 1 068 | 0,976 |
| 16.  | Canada          | 10 | 12 | 3  | 9  | 19 | 33 | 0,575 | 1 099 | 1 157 | 0,949 |
| 17.  | Thailandia      | 6  | 12 | 1  | 11 | 11 | 34 | 0,323 | 948   | 1 059 | 0,895 |
| 18.  | Corea del Sud   | 6  | 12 | 1  | 11 | 11 | 35 | 0,314 | 877   | 1 074 | 0,816 |

      Qualificata alla fase finale.
      Eliminata.

### Fase finale
|  | Quarti di finale | Quarti di finale | Quarti di finale |          |   | Semifinali | Semifinali | Semifinali |   |                 | Finale          | Finale          | Finale |  |
|  |                  |                  |                  |          |   |            |            |            |   |                 |                 |                 |        |  |
|  | 1                | Italia           | 3                |          |   |            |            |            |   |                 |                 |                 |        |  |
|  | 1                | Italia           | 3                |          |   |            |            |            |   |                 |                 |                 |        |  |
|  | 8                | Stati Uniti      | 0                |          |   |            |            |            |   |                 |                 |                 |        |  |
|  | 8                | Stati Uniti      | 0                |          | 1 | Italia     | 3          |            |   |                 |                 |                 |        |  |
|  |                  |                  |                  |          | 1 | Italia     | 3          |            |   |                 |                 |                 |        |  |
|  |                  |                  | 4                | Polonia  | 0 |            |            |            |   |                 |                 |                 |        |  |
|  | 4                | Polonia          | 4                | Polonia  | 0 | 3          |            |            |   |                 |                 |                 |        |  |
|  | 4                | Polonia          |                  |          |   |            |            |            |   |                 |                 |                 |        |  |
|  | 5                | Cina             | 2                |          |   |            |            |            |   |                 |                 |                 |        |  |
|  | 5                | Cina             | 2                |          | 1 | Italia     | 3          |            |   |                 |                 |                 |        |  |
|  |                  |                  |                  |          |   |            |            |            |   |                 |                 |                 |        |  |
|  |                  |                  | 2                | Brasile  | 1 |            |            |            |   |                 |                 |                 |        |  |
|  | 2                | Brasile          | 2                | Brasile  | 1 | 3          |            |            |   |                 |                 |                 |        |  |
|  | 2                | Brasile          |                  |          |   | 3          |            |            |   |                 |                 |                 |        |  |
|  | 7                | Germania         | 0                |          |   |            |            |            |   |                 |                 |                 |        |  |
|  | 7                | Germania         | 0                |          | 2 | Brasile    | 3          |            |   | Finale 3º posto | Finale 3º posto | Finale 3º posto |        |  |
|  |                  |                  |                  |          | 2 | Brasile    | 3          |            |   |                 |                 |                 |        |  |
|  |                  |                  | 3                | Giappone | 2 |            |            |            |   |                 |                 |                 |        |  |
|  | 3                | Giappone         | 3                | Giappone | 2 | 3          |            |            | 4 | Polonia         | 3               |                 |        |  |
|  | 3                | Giappone         |                  |          |   |            |            |            | 4 | Polonia         | 3               |                 |        |  |
|  | 6                | Turchia          | 2                |          |   | 3          | Giappone   | 1          |   |                 |                 |                 |        |  |

#### Quarti di finale
| 23 luglio 2025 Atlas Arena, Łódź Durata: 1h:23 - Spettatori: 3 989 | Italia   | 3 - 0 | Stati Uniti | 25-22, 25-21, 28-26               |
| 23 luglio 2025 Atlas Arena, Łódź Durata: 1h:59 - Spettatori: 9 976 | Polonia  | 3 - 2 | Cina        | 17-25, 25-20, 19-25, 25-19, 15-12 |
| 24 luglio 2025 Atlas Arena, Łódź Durata: 1h:53 - Spettatori: 1 583 | Giappone | 3 - 2 | Turchia     | 25-21, 16-25, 25-20, 22-25, 15-9  |
| 24 luglio 2025 Atlas Arena, Łódź Durata: 1h:09 - Spettatori: 2 233 | Brasile  | 3 - 0 | Germania    | 25-19, 26-24, 25-14               |

#### Semifinali
| 26 luglio 2025 Atlas Arena, Łódź Durata: 1h:13 - Spettatori: 11 090 | Italia  | 3 - 0 | Polonia  | 25-18, 25-16, 25-14              |
| 26 luglio 2025 Atlas Arena, Łódź Durata: 2h:02 - Spettatori: 5 196  | Brasile | 3 - 2 | Giappone | 23-25, 25-21, 25-18, 19-25, 15-8 |

#### Finale 3º posto
| 27 luglio 2025 Atlas Arena, Łódź Durata: 1h:44 - Spettatori: 10 261 | Polonia | 3 - 1 | Giappone | 25-15, 24-26, 25-16, 25-23 |

#### Finale
| 27 luglio 2025 Atlas Arena, Łódź Durata: 1h:52 - Spettatori: 7 837 | Italia | 3 - 1 | Brasile | 22-25, 25-18, 25-22, 25-22 |

## Classifica finale
| Pos     | Squadra         | Rosa |
| ------- | --------------- | --- |
| Oro     | Italia          | Formazione: 1 Gray, 2 Degradi, 3 Cambi, 6 De Gennaro, 7 Fersino, 8 Orro, 10 Sartori, 11 Danesi, 14 Nwakalor, 16 Nervini, 17 Sylla, 18 Egonu, 19 Fahr, 20 Eze, 21 Omoruyi, 22 Giovannini, 24 Antropova, 32 Malual, CT: Velasco |
| Argento | Brasile         | Formazione: 1 Machado, 2 Alecrim, 3 Carneiro, 4 Viezel, 5 Maestri, 7 Montibeller, 8 Kudiess, 9 Ratzke, 10 G. Guimarães, 11 Nezzo, 12 de Souza, 14 Lima, 15 Hoengen, 16 do Nascimento, 17 Bergmann, 18 Sebastião, 19 Santos, 22 Vasques, 30 da Silva, CT: J. Guimarães                                                                     |
| Bronzo  | Polonia         | Formazione: 1 Gryka, 3 Stysiak, 5 Kąkolewska, 8 Piasecka, 11 Łukasik, 12 Szczygłowska, 13 Pierzchała, 15 Czyrniańska, 16 Stefanik, 17 Smarzek, 18 Łysiak, 19 Centka, 21 Grabka, 24 Damaske, 26 Wenerska, 30 Różański, 95 Jurczyk, CT: Lavarini                                                                                            |
| 4       | Giappone        | Formazione: 2 Araki, 3 Shimamura, 4 Ishikawa, 6 Seki, 7 Matsui, 8 Kojima, 11 Yamada, 12 Fukudome, 13 Wada, 15 Miyabe, 18 Shiode, 19 Iwasawa, 21 Nishimura, 22 Nakagawa, 23 Kawabata, 24 Nonaka, 26 Sato, 28 Fukazawa, 30 Kitamado, 33 Akimoto, 35 Nishizaki, CT: Akbaş                                                                    |
| 5       | Cina            | Formazione: 1 Wu, 2 Zhuang, 3 Tang, 4 Zoui, 5 Yin, 6 Gong, 7 Wang Y., 8 Wan, 9 Shan, 10 Yang, 11 Fan, 13 Dong, 15 Chen, 16 Wang A., 17 Ni, 18 Wang M., 23 Zhang, CT: Zhao |
| 6       | Turchia         | Formazione: 1 Örge, 2 Aköz, 3 Özbay, 4 Vargas, 6 S. Şahin, 7 Baladın, 8 Jack, 9 İsmailoğlu, 10 Akyol, 11 Cebecioğlu, 12 E. Şahin, 13 Özdemir, 15 Uyanık, 16 Özden, 18 Güneş, 19 Kalaç, 20 Erkek, 21 Çürük, 23 Akarçeşme, 41 Căruțașu, 99 Karakurt, CT: Santarelli                                                                         |
| 7       | Germania        | Formazione: 2 Kästner, 3 Cesar, 4 Pogany, 5 Glaab, 6 Stautz, 7 Tabacuks, 9 Alsmeier, 10 Stigrot, 12 Orthmann, 13 Weske, 14 Schölzel, 15 Jatzko, 16 Cekulaev, 18 Grozer, 20 Kindermann, 21 Weitzel, 22 Strubbe, 23 Straube, CT: Bregoli |
| 8       | Stati Uniti     | Formazione: 2 Poulter, 3 Skinner, 6 Hentz, 7 Rodriguez, 8 Butler, 9 Skinner, 11 Mims, 13 Igiede, 14 Dodson, 15 Fairbanks, 16 Rettke, 17 Fleck, 18 O'Neal, 19 Lanier, 20 Cuttino, 21 Jones, 22 Franklin, 24 Babcock, 25 Jimerson, 27 Powell, 28 Lednicky, 29 McCage, 32 Ka'aha'aina-Torres, 33 Eggleston, 34 Samedy, 43 Gray, CT: Sullivan |
| 9       | Francia         | Formazione: 1 Cazaute, 3 Giardino, 4 Blanc, 6 Pezelj, 7 Ndiaye, 9 Stojiljković, 10 Fanguedou, 11 Gicquel, 12 Depié, 13 Diouf, 15 Sylves, 21 Elouga, 35 Danard-Selosse, 53 Schalk, 57 Mayer, 63 Respaut, 75 Biemel, 88 Rotar, 92 Ngolongolo, 98 Haewegene, 99 Gelin, CT: Hernández                                                         |
| 10      | Paesi Bassi     | Formazione: 2 Ten Brinke, 3 Jasper, 8 Gerritsen, 10 van Aalen, 11 Lyklema, 13 van de Vosse, 16 Baijens, 17 Vos, 19 Daalderop, 20 Kok, 21 Stuut, 22 Konijnenberg, 24 Schut, 25 Reesink, 26 Dambrink, 28 Kuipers, 29 Wessels, 30 Jansen, 33 Hamming, CT: Koslowski                                                                          |
| 11      | Rep. Ceca       | Formazione: 1 Kneiflová, 3 Jedličková, 4 Pavlová, 5 Svobodová, 6 Havelková, 7 Bukovská, 8 Koulisiani, 9 Digrinová, 10 Valková, 11 Dostálová, 14 Kolářová, 15 Jehlářová, 16 Mlejnková, 17 Faltínová, 20 Grabovská, 25 Brancuská, 28 Rejmanová, CT: Athanasopoulos                                                                          |
| 12      | Rep. Dominicana | Formazione: 1 Arias, 2 Y. Rodríguez, 3 Terrero, 6 A. Rodríguez, 7 Marte, 8 Tapia, 10 Heredia, 11 Ge. González, 13 Matos, 16 Peña, 18 de la Rosa, 19 Puente, 20 B. Martínez, 21 J. Martínez, 22 Caraballo, 23 Ga. González, 25 L. Martínez, CT: Kwiek                                                                                      |
| 13      | Bulgaria        | Formazione: 1 Stančulova, 2 Dimitrova, 3 Slavčeva, 4 Krivošijska, 6 Gunčeva, 7 Kitipova, 11 Ruseva, 13 Paškuleva, 16 Vasileva, 17 Marinova, 18 Naneva, 19 Milanova, 20 Dudova, 21 Karabaševa, 23 Stojanova, 27 Săjkova, 28 M. Nikolova, 31 Račeva, 33 K. Nikolova, 35 Ninova, CT: Zetova                                                  |
| 14      | Belgio          | Formazione: 1 Bertels, 2 Van Sas, 3 Herbots, 4 Lemmens, 5 Radovic, 7 Koulberg, 8 Nagels, 9 Demeyer, 10 Martin, 12 Krenicky, 16 Debouck, 18 Rampelberg, 19 Van Avermaet, 20 Fransen, 22 Verhelst, 25 Van Elsen, CT: Vansnick |
| 15      | Serbia          | Formazione: 2 Lazović, 3 Osmajić, 8 Mirković, 11 Kurtagić, 12 Pušić, 14 Aleksić, 15 Uzelac, 16 Jegdić, 18 Bošković, 19 Milenković, 20 Zelenović, 24 Milojević, 25 Čajić, 26 Kirov, 27 Bukilić, 28 Miljević, 30 Perović, 32 Gočanin, 34 Tica, 35 Mijatović, 40 Ivanović, CT: Terzić                                                        |
| 16      | Canada          | Formazione: 1 Georgiadis, 2 Watson, 3 Van Ryk, 5 Murmann, 6 White, 11 Mitrovic, 13 O'Reilly, 14 Howe, 16 Guezen, 17 Jost, 18 Smrek, 19 Maglio, 20 Borowski, 22 Allard, 26 Pelland, 27 Thokbuom, 28 Surinx, 37 Andrews, CT: Guidetti |
| 17      | Thailandia      | Formazione: 1 Khamwong, 2 Pannoy, 3 Guedpard, 4 Sinpho, 5 Nuekjang, 6 Seetaloed, 9 Nahuanong, 11 Janthawisut, 12 Bamrungsuk, 13 Sangthong, 14 Kaewpin, 15 Jaisaen, 16 Kokram, 18 Kongyot, 19 Moksri, 21 Sooksod, 24 Kunmuang, 29 Thanaphan, CT: Radchatagriengkai                                                                         |
| 18      | Corea del Sud   | Formazione: 2 Lee J.a., 3 Kim D.i., 4 Han D.h., 5 Lee J., 7 Kim D.e., 10 Park, 11 Yuk, 12 Lee D.h., 13 Kim S.b., 14 Jeong Y, 15 Lee S.w., 17 Jung, 47 Han S.j., 71 Moon, 97 Kang, CT: Morales |

|  | Eliminata. |

## Premi individuali
| Premio                 | Nome                 | Squadra |
| ---------------------- | -------------------- | ------- |
| MVP                    | Monica De Gennaro    | Italia  |
| Miglior palleggiatrice | Alessia Orro         | Italia  |
| Miglior opposto        | Paola Egonu          | Italia  |
| Miglior schiacciatrice | Myriam Sylla         | Italia  |
| Miglior schiacciatrice | Gabriela Guimarães   | Brasile |
| Miglior centrale       | Agnieszka Kąkolewska | Polonia |
| Miglior centrale       | Júlia Kudiess        | Brasile |
| Miglior libero         | Monica De Gennaro    | Italia  |

## Statistiche
| Rendimento individuale | Rendimento individuale | Rendimento individuale | Rendimento individuale |
| Pos.                   | Nome                   | Punti                  | Squadra                |
| ---------------------- | ---------------------- | ---------------------- | ---------------------- |
| 1                      | Wu Mengjie             | 255                    | Cina                   |
| 2                      | Iman Ndiaye            | 233                    | Francia                |
| 3                      | Zhuang Yushan          | 225                    | Cina                   |
| 4                      | Yukiko Wada            | 223                    | Giappone               |
| 5                      | Paola Egonu            | 220                    | Italia                 |
| 6                      | Mayu Ishikawa          | 216                    | Giappone               |
| 6                      | Brayelin Martínez      | 216                    | Rep. Dominicana        |
| 8                      | Yoshino Sato           | 214                    | Giappone               |
| 9                      | Lina Alsmeier          | 204                    | Germania               |
| 10                     | Júlia Bergmann         | 202                    | Brasile                |

| Attacchi vincenti | Attacchi vincenti | Attacchi vincenti | Attacchi vincenti |
| Pos.              | Nome              | Punti             | Squadra           |
| ----------------- | ----------------- | ----------------- | ----------------- |
| 1                 | Wu Mengjie        | 227               | Cina              |
| 2                 | Yukiko Wada       | 208               | Giappone          |
| 3                 | Mayu Ishikawa     | 192               | Giappone          |
| 4                 | Iman Ndiaye       | 190               | Francia           |
| 4                 | Zhuang Yushan     | 190               | Cina              |
| 4                 | Yoshino Sato      | 190               | Giappone          |
| 7                 | Paola Egonu       | 188               | Italia            |
| 8                 | Brayelin Martínez | 181               | Rep. Dominicana   |
| 8                 | Lina Alsmeier     | 181               | Germania          |
| 10                | Magdalena Stysiak | 180               | Polonia           |

| Muri vincenti | Muri vincenti        | Muri vincenti | Muri vincenti   |
| Pos.          | Nome                 | Punti         | Squadra         |
| ------------- | -------------------- | ------------- | --------------- |
| 1             | Júlia Kudiess        | 63            | Brasile         |
| 2             | Agnieszka Kąkolewska | 45            | Polonia         |
| 3             | Hena Kurtagić        | 43            | Serbia          |
| 4             | Magdaléna Jehlářová  | 41            | Rep. Ceca       |
| 5             | Anastasia Cekulaev   | 38            | Germania        |
| 6             | Diana Alecrim        | 36            | Brasile         |
| 7             | Wang Yuanyuan        | 35            | Cina            |
| 7             | Maja Aleksić         | 35            | Serbia          |
| 9             | Emily Maglio         | 33            | Canada          |
| 10            | Brayelin Martínez    | 32            | Rep. Dominicana |

| Battute vincenti | Battute vincenti | Battute vincenti | Battute vincenti |
| Pos.             | Nome             | Punti            | Squadra          |
| ---------------- | ---------------- | ---------------- | ---------------- |
| 1                | Iman Ndiaye      | 23               | Francia          |
| 2                | Camilla Weitzel  | 20               | Germania         |
| 3                | Mayu Ishikawa    | 19               | Giappone         |
| 4                | Martyna Łukasik  | 18               | Polonia          |
| 4                | Gaila González   | 18               | Rep. Dominicana  |
| 4                | Ela Koulisiani   | 18               | Rep. Ceca        |
| 7                | Yoshino Sato     | 16               | Giappone         |
| 8                | Kiera Van Ryk    | 15               | Canada           |
| 9                | Wu Mengjie       | 13               | Cina             |
| 9                | Júlia Bergmann   | 13               | Brasile          |